# Walter Wehmeyer

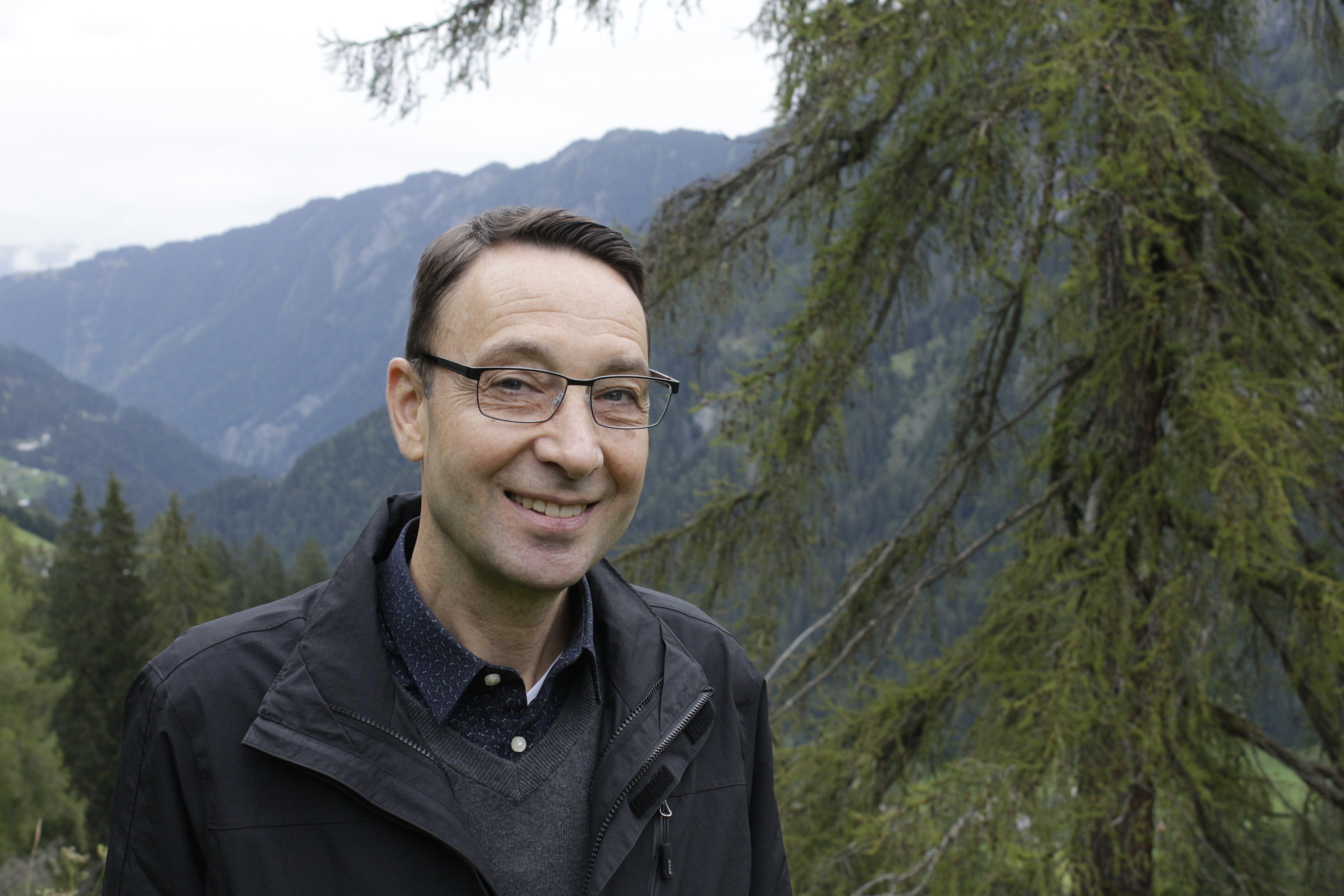
Walter Wehmeyer 2020

Walter Wehmeyer (* 25. Dezember 1962 in Aachen) ist ein deutscher Filmemacher, Autor und Filmproduzent.

## Leben
Wehmeyer absolvierte nach einer Schauspielausbildung an der Stage School of Dance and Drama Hamburg die Hochschule für Fernsehen und Film München. Seit 1996 arbeitet er als freischaffender Regisseur, zumeist in Zusammenarbeit mit ORF, 3sat, BR und dem Schweizer Fernsehen.
Neben Hintergrund-Dokumentationen in Kosovo, Ruanda oder Israel/Palästina machte er Künstlerporträts, u. a. über die Sopranistin KS Hilde Zadek, den Pianisten und Dirigenten Jean-François Antonioli oder den siebenbürgischen Schriftsteller Eginald Schlattner.
Sein erster Spielfilm „Lina“ hatte am 10. März 2017 seinen österreichischen Kinostart. Er erzählt von der kurzen Ehe der Schauspielerin Lina Loos mit dem österreichischen Architekten Adolf Loos, in den Jahren 1902 bis 1905.
Walter Wehmeyer ist mit der Mezzosopranistin Christina Baader verheiratet und lebt seit 2000 in Wien.

## Filmografie
- 1991: Über Giesing (gemeinsam mit Alexander Ammer und Quang Bobrowski), Auszeichnungen: 1991: FBW-Prädikat ”besonders wertvoll”, 1992: DGB-Filmpreis beim IFF Oberhausen, Starter-Filmpreis München, Kulturstiftung der Stadtsparkasse München, Int. Dokumentarfilmfestival München: 1. Preis: Neue Filme aus Bayern[2]
- 1994: Kosovo Kosova – Vorboten eines Krieges (Regie, Schnitt)
- 1996: Menschenmöglich – Journalistentagebuch Ruanda (Regie, Produktion, Schnitt)
- 1998: Krisenherd Kosovo – Zwischen Angst und Rebellion
- 1998: Pinchas und Ruth – Erinnerungen mit dem Ehepaar Lapide
- 2000: La vocation de l’écoute – Musique et spiritualité sur l’île d’Orta (Regie, Kamera, Produktion, Schnitt)
- 2001: Schicksal und Auferstehen – Vom Lebensweg des Priesters Erich Camenzind
- 2002: Des yeux qui écoutent – Jean-François Antonioli et la Philharmonie de Timisoara
- 2003: Gesang als Weg – Aus dem Leben der Kammersängerin Hilde Zadek
- 2004: Magie der Klarheit – Aus dem Leben der Architektin Anna-Lülja Praun (Regie, Produktion)
- 2005: Naher Osten – Hoffnung und Trauma der Jugend
- 2006: Schattenrand – Das C.A.R.E. und die Ausgegrenzten von Genf Originaltitel: Aimer les exclus, Auszeichnung beim Festival „Prix Farel“, Neufchâtel
- 2007: Versunkene Gesichter – Die Romane des Gefängnispfarrers Eginald Schlattner (Regie, Produktion, Schnitt)
- 2008: Von der Macht des Verdächtigens – Eginald Schlattner und das Securitate-Trauma (Regie, Produktion, Schnitt)[3]
- 2009: Der harte Weg aus dem Slum – Straßenkinder und Streetworker in Nairobi (Regie, Kamera, Produktion, Schnitt)
- 2011: Aufbruch der Frauen – Acht Wegbereiterinnen der österreichischen Frauenbewegung (Regie, Produktion, Schnitt)
- 2011: Musik nach dem Krieg – Kosovo zwischen Trauma und Neubeginn (Regie, Produktion, Schnitt)
- 2014: Ein Staat für Alle – Das Friedenscamp Israel-Palästina (Regie, Kamera, Produktion, Schnitt)
- 2015: Let’s talk about Land – Israelische und palästinensische Friedensaktivisten (Regie, Kamera, Produktion, Schnitt)
- 2017: Shattered – Reise in eine stille Vergangenheit (Regie, Kamera, Produktion, Schnitt)
- 2017: Was ist das Leben – Isabella Krapf & Pyongyang Harmonica Ensemble (Regie, Kamera, Produktion, Schnitt)
- 2017: LINA (Co-Autor, Co-Regie, Produktion) gemeinsam mit Christine Wurm, W. Andreas Scherlofsky, Tino Ranftl, Andreas Weiss und Brigitte Benesch, Preise: ’Special Mention’ beim Chicago Amacord Arthouse Festival 2016[4], ’Best Directors’ und ’Best Actress’ beim Kiev Int. Film Festival 2017[5]

## Kamera
- 2004: Unerwünschtes Kino[6]
- 2005: Posse und Prophetie[7]
- 2014: Klänge der Steinzeit[8]
- 2014: Metall-Zeiten oder: Die Hierarchisierung der Gesellschaft[9]
- 2017: Martins Weg - Vom Ende der Friedfertigkeit im Christentum[10]
- (Regie jeweils: Petrus van der Let)

## Drehbücher
- 2014: LINA (gemeinsam mit Christine Wurm, W. Andreas Scherlofsky, Tino Ranftl und Brigitte Benesch)[11]

In Entwicklung
- 2020: ERWACHEN (frei nach dem Roman „Das Klavier im Nebel“ von Eginald Schlattner)
- 2020: FAMILIENSTILLE